# Uzmaston, Boulston and Slebech
Uzmaston, Boulston et Slebech est une communauté du Pembrokeshire (pays de Galles). Elle englobe les villages d'Uzmaston, Boulston et Slebech. Jusqu'en 2012, Slebech n'appartenait pas à cette communauté. Ce village a rejoint cette année-là la communauté d'Uzmaston et Boulston pour former ce nouvel ensemble.
La population des trois villages était de 712 au recensement de 2011.

## Galerie

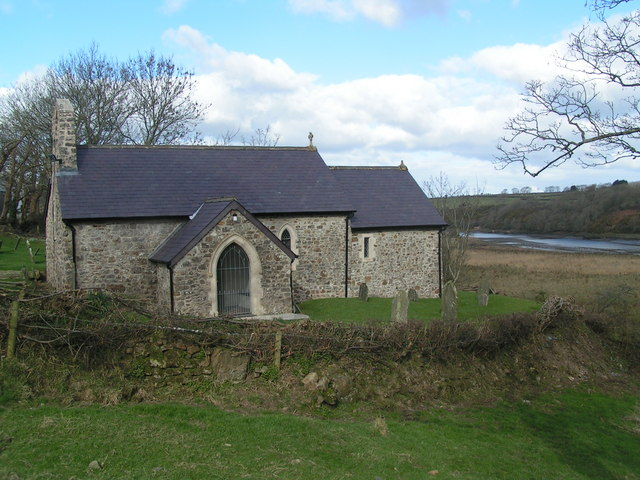
Chapelle de Haroldstone, à Uzmaston.
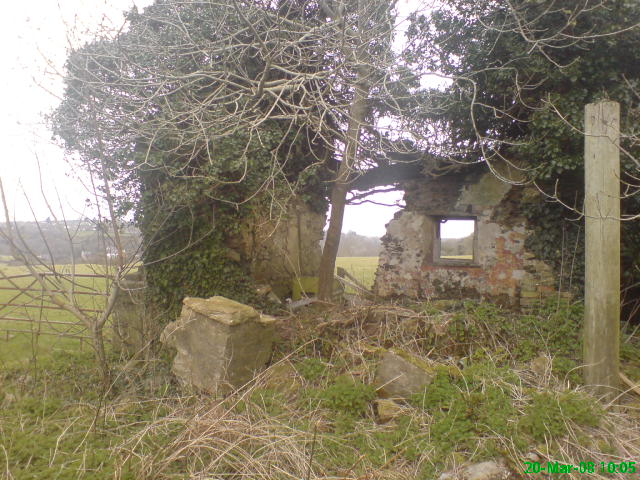
Cottage en ruine près d'Uzmaston.
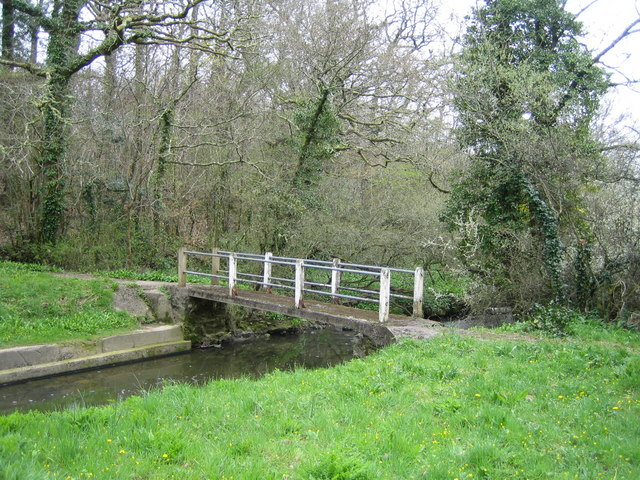
Petit pont à Millin Cross (Boulston).
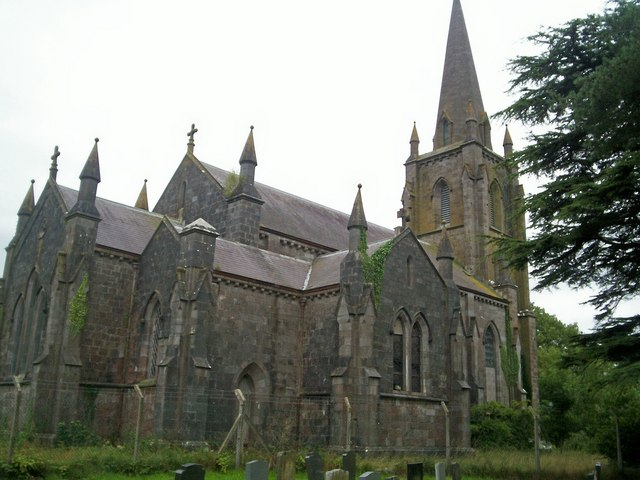
Église de Slebech.